# Campeonato Europeu de Hóquei em Patins Masculino de 1973
O Campeonato Europeu de 1973 foi a 31.ª edição do Campeonato Europeu de Hóquei em Patins.

## Participantes
| País               | Participação | Melhor Resultado                                                                  |
| Portugal           | 26.ª         | Campeão (1947, 1948, 1949, 1950, 1952, 1956, 1959, 1961, 1963, 1965, 1967 e 1971) |
| Espanha            | 19.ª         | Campeão (1951, 1954, 1955, 1957 e 1969)                                           |
| Itália             | 30.ª         | Campeão (1953)                                                                    |
| Alemanha Ocidental | 27.ª         | 2.º Lugar (1932 e 1934)                                                           |
| Holanda            | 17.ª         | 3.º Lugar (1963, 1967 e 1969)                                                     |
| Bélgica            | 30.ª         | 2.º Lugar (1947)                                                                  |
| França             | 30.ª         | 2.º Lugar (1926, 1927, 1928, 1930 e 1931)                                         |
| Suíça              | 31.ª         | 2.º Lugar (1937)                                                                  |
| Inglaterra         | 31.ª         | Campeão (1926, 1927, 1928, 1929, 1930, 1931, 1932, 1934, 1936, 1937, 1938 e 1939) |
| ------------------ | ------------ | --------------------------------------------------------------------------------- |

## Resultados
|                    | Portugal | Espanha | Alemanha | Itália | Países Baixos | Suíça | Bélgica | França | Inglaterra |
| ------------------ | -------- | ------- | -------- | ------ | ------------- | ----- | ------- | ------ | ---------- |
| Portugal           |          | 2-1     | 5-0      | 3-1    | 2-1           | 17-1  | 17-2    | 11-3   | 16-0       |
| Espanha            |          |         | 4-0      | 2-2    | 5-1           | 8-2   | 12-1    | 11-0   | 11-3       |
| Alemanha Ocidental |          |         |          | 4-2    | 6-1           | 13-1  | 10-1    | 8-3    | 8-1        |
| Itália             |          |         |          |        | 2-3           | 4-1   | 6-1     | 6-1    | 7-3        |
| Holanda            |          |         |          |        |               | 4-3   | 3-4     | 3-4    | 9-2        |
| Suíça              |          |         |          |        |               |       | 12-4    | 3-2    | 2-0        |
| Bélgica            |          |         |          |        |               |       |         | 9-6    | 7-1        |
| França             |          |         |          |        |               |       |         |        | 4-2        |
| Inglaterra         |          |         |          |        |               |       |         |        |            |

## Classificação final
| Lugar | Seleção            | J | V | E | D | P  | GM | GS | Dif. |
| ----- | ------------------ | - | - | - | - | -- | -- | -- | ---- |
|       | Portugal           | 8 | 8 | 0 | 0 | 16 | 73 | 9  | +64  |
|       | Espanha            | 8 | 6 | 1 | 1 | 13 | 54 | 11 | +43  |
|       | Alemanha Ocidental | 8 | 6 | 0 | 2 | 12 | 49 | 18 | +31  |
| 4     | Itália             | 8 | 4 | 1 | 3 | 9  | 30 | 18 | +12  |
| 5     | Holanda            | 8 | 3 | 0 | 5 | 6  | 25 | 29 | -4   |
| 6     | Suíça              | 8 | 3 | 0 | 5 | 6  | 25 | 51 | -26  |
| 7     | Bélgica            | 8 | 3 | 0 | 5 | 6  | 29 | 67 | -38  |
| 8     | França             | 8 | 2 | 0 | 6 | 4  | 23 | 53 | -30  |
| 9     | Inglaterra         | 8 | 0 | 0 | 8 | 0  | 12 | 64 | -52  |

| Campeões Europeus 1973 |
| ---------------------- |
| Portugal               |
| PORTUGAL 13.º Título   |